# Робін-Глен-Індіантаун (Мічиган)
Робін-Глен-Індіантаун (англ. Robin Glen-Indiantown) — переписна місцевість (CDP) в США, в окрузі Сегіно штату Мічиган. Населення — 674 особи (2020).

## Географія
Робін-Глен-Індіантаун розташований за координатами 43°27′43″ пн. ш. 83°50′13″ зх. д. / 43.46194° пн. ш. 83.83694° зх. д. (43.462056, -83.836890).  За даними Бюро перепису населення США в 2010 році переписна місцевість мала площу 5,37 км², уся площа — суходіл.

## Демографія
Згідно з переписом 2010 року, у переписній місцевості мешкали 722 особи в 297 домогосподарствах у складі 183 родин. Густота населення становила 134 особи/км².  Було 330 помешкань (61/км²).
Расовий склад населення:
| - 92,4 % — білих - 1,8 % — чорних або афроамериканців - 0,6 % — азіатів - 0,4 % — корінних американців - 1,8 % — осіб інших рас |

До двох чи більше рас належало 3,0 %. Частка іспаномовних становила 8,9 % від усіх жителів.
За віковим діапазоном населення розподілялося таким чином: 26,2 % — особи молодші 18 років, 62,3 % — особи у віці 18—64 років, 11,5 % — особи у віці 65 років та старші. Медіана віку мешканця становила 35,9 року. На 100 осіб жіночої статі у переписній місцевості припадало 90,0 чоловіків;  на 100 жінок у віці від 18 років та старших — 90,4 чоловіків також старших 18 років.
Середній дохід на одне домашнє господарство  становив 51 965 доларів США (медіана — 31 528), а середній дохід на одну сім'ю — 65 784 долари (медіана — 38 036). За межею бідності перебувало 33,6 % осіб, у тому числі 46,1 % дітей у віці до 18 років та 5,6 % осіб у віці 65 років та старших.
Цивільне працевлаштоване населення становило 421 осіб. Основні галузі зайнятості: освіта, охорона здоров'я та соціальна допомога — 24,5 %, мистецтво, розваги та відпочинок — 17,6 %, роздрібна торгівля — 14,5 %, виробництво — 13,8 %.